# Iola Leroy
Iola Leroy, ou Shadows Uplifted (littéralement en français « Ombres portées »), roman de 1892 de Frances Harper, est l'un des premiers romans publiés par une femme afro-américaine. Tout en suivant ce que l'on a appelé les conventions « sentimentales » des écrits de la fin du XIXe siècle sur les femmes, il traite également des problèmes sociaux d'éducation pour les femmes, de décès, de métissage, d'abolition, de reconstruction, de tempérance et de responsabilité sociale.

## Description
Iola Leroy est un roman classique du XIXe siècle de la littérature afro-américaine écrit par la poétesse et abolitionniste Frances Harper en 1892.
Il s'agit de l'un des premiers romans d'une femme africaine-américaine, que l'on peut classer parmi les utopies féministes. Situé pendant l'Antebellum South, il suit la vie d'une métis quarteronne et exprime les espoirs de nombreuses Afro-Américaines pour l'égalité sociale — de race et de sexe — pendant la reconstruction des États-Unis après la guerre de Sécession.

## Personnages

### Iola Leroy et sa famille
Iola Leroy, est le personnage principal du roman.
Harriet Johnson est la grand-mère d'Iola Leroy. Alors qu'elle était esclave de Nancy Johnson, elle résiste à un coup de fouet. En guise de punition, elle est vendue.
Robert Johnson est encore enfant lorsqu'il est séparé de sa mère Harriet. Son propriétaire, Nancy Johnson, le considère comme un animal de compagnie et lui apprend à lire. Jeune homme, il devient le chef d'un groupe d'esclaves qui décident de se réfugier auprès de l'armée de l'Union pendant la guerre civile. Il s'engage dans un régiment de couleur et est promu lieutenant. En raison de sa peau blanche, ses supérieurs lui conseillent de passer dans un régiment blanc pour de meilleures chances de promotion, mais il refuse. Après la guerre, il dirige avec succès une quincaillerie.
Marie Leroy est la mère d'Iola. Petite enfant brutalement séparée de sa mère Harriet Johnson, elle devient finalement l'esclave du riche Eugene Leroy. Quand Eugene tombe gravement malade, elle le soigne. Il la libère, la fait éduquer et l'épouse lors d'une cérémonie secrète. Bien qu'elle soit si blanche que « personne ne soupçonnerait qu'elle a une goutte de sang nègre dans les veines » le mariage fait que les membres de la famille Leroy deviennent des parias sociaux.
Harry Leroy est le frère d'Iola. Comme Iola, il est éduqué dans le Nord. L'ascendance africaine de leur mère est cachée aux enfants et ils ne sont pas autorisés à passer leurs vacances à la maison, passant plutôt ce temps avec les parents dans une station balnéaire du nord. Lorsqu'il apprend que son père est mort et que sa mère et sa sœur sont réduites en esclavage, il tombe gravement malade à cause du choc. Lorsqu'il se rétablit, la guerre civile a commencé et il décide de s'enrôler dans un régiment de couleur, ce qui amène l'officier recruteur à se demander pourquoi un homme blanc devrait vouloir faire cela.
Dr Frank Latimer est l'homme qu'Iola épouse. Il est né dans l'esclavage en tant que fils d'une esclave d'ascendance principalement européenne et d'un homme blanc. Après l'émancipation, sa mère investit ses économies pour payer ses études. Il a obtenu son diplôme de médecin et a ensuite rencontré sa grand-mère blanche, la riche mère de son père décédé, qui lui a proposé de « l'adopter comme son héritier, s'il ignorait son identité avec la race de couleur ». Bien qu'aucune trace de son ascendance africaine ne soit visible dans son apparence, il a décliné l'offre.
Lucille Delany est une femme noire apparemment sans ascendance européenne, la fondatrice d'une école pour futures épouses et mères, et la femme qu'Harry épouse finalement.

### Autres personnages noirs
Tom Anderson est l'ami de Robert Johnson. Il cherche refuge auprès de l'armée de l'Union avec Johnson, oblige le commandant à libérer Iola, rejoint l'armée et meurt aux soins d'Iola des suites de blessures qu'il a reçues en se sacrifiant sciemment pour sauver ses camarades.
Tante Linda est la cuisinière asservie de Nancy Johnson qui a un penchant particulier pour Robert. Elle est analphabète et parle en dialecte noir, mais elle fait partie des personnages féminins noirs du roman qui sont intelligents, loyaux les uns envers les autres et d'une importance capitale pour leur communauté.
Oncle Daniel est l'ami de Robert Johnson. Lorsque Robert et son groupe cherchent refuge auprès de l'armée de l'Union, il reste sur place parce qu'il ne veut pas rompre sa promesse à son maître absent.

### Personnages blancs
Dr Gresham est un médecin militaire. Il tombe amoureux d'Iola alors qu'il pense encore qu'elle est blanche. Lorsqu'il est informé qu'elle est «de couleur», son amour l'aide à surmonter ses préjugés, et il propose le marriage à Iola à deux moments différents de l'histoire. Lorsqu'il est rejeté pour la deuxième fois, «la sympathie, l'amour et l'admiration se sont mélangés dans le regard d'adieu qu'il lui a lancé».
Dr Latrobe est un médecin du Sud. Il n'est mentionné que dans les chapitres 26, Questions ouvertes, et 28, L'erreur du Dr Latrobe. Dans une discussion, il exprime le point de vue des suprématistes blancs du sud.

## Résumé de l'intrigue

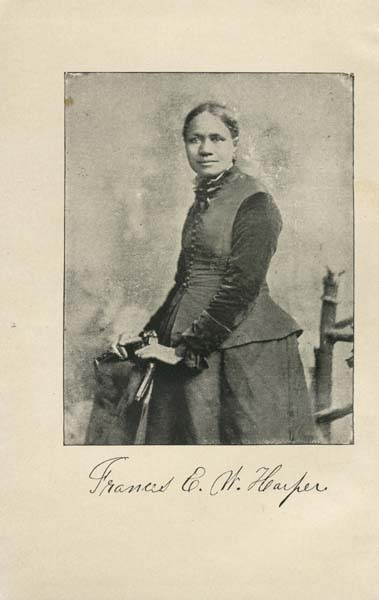
Frances Harper sur le frontispice du livre

Dans une ville de Caroline du Nord qui n'est identifiée que par « C— », un groupe d'esclaves dirigés par Robert Johnson se réfugie auprès de l'armée de l'Union qui approche au cours de la guerre civile. L'ami de Robert, Tom Anderson, informe alors le commandant de l'Union qu'une belle jeune femme est détenue comme esclave dans le quartier : elle est ensuite libérée par le commandant.
Dans une rétrospective, le récit se tourne vers l'histoire de cette femme, Iola Leroy. Son père, Eugène Leroy, était un riche esclavagiste, qui avait survécu à une grave maladie grâce aux soins d'une jeune esclave, Marie. Il a libéré Marie, l'a épousée et a eu trois enfants, dont l'ascendance africaine n'était pas visible dans leur apparence. Les enfants aînés, Ioala et Harry, ont été éduqués dans le Nord et leur ascendance africaine (appelée « sang nègre » dans le livre) leur a été cachée. Quand Eugène mourut subitement de la fièvre jaune, son cousin, Alfred Lorraine, fit déclarer illégal l'affranchissement de Marie. Par conséquent, Marie et ses enfants étaient légalement considérés comme des esclaves et l'héritage revenait à Lorraine et à d'autres parents éloignés. Lorraine a envoyé son agent au séminaire du nord où Iola préparait son diplôme et défendait l'institution de l'esclavage lors de discussions avec ses camarades. En apprenant trompeusement que son père était mourant, Iola a suivi l'agent chez elle, où elle a appris qu'elle était une esclave et qu'elle avait été vendue à sa mère.
Le récit revient ensuite sur les événements qui ont suivi le sauvetage d'Iola par l'armée de l'Union : Robert Johnson et Tom Anderson rejoignent l'armée « pour porter un coup pour la liberté », tandis qu'Iola devient infirmière dans un hôpital militaire. Lorsque Robert est confié à ses soins après avoir été blessé, ils se racontent leurs histoires qui indiquent que Robert est le frère de la mère d'Iola. Après la guerre, ils retournent à " C— " pour rechercher la mère de Robert, qu'ils reconnaissent lorsqu'elle raconte son histoire lors d'une réunion de prière.
La famille est réunie lorsqu'ils retrouvent Harry qui avait combattu dans l'armée de l'Union et rencontré sa mère et celle d'Iola pendant la guerre.

## Thèmes
Une grande place est accordée aux discussions dans lesquelles les personnages abordent des thèmes tels que la tempérance, la religion, la position des femmes dans la société, le viol, la prétendue supériorité blanche, le racisme et les lynchages, et la ligne de couleur.

### Tempérance
Les méfaits de l'alcool sont souvent évoqués dans le livre. Par exemple, après la guerre, les personnages noirs se racontent l'histoire de deux anciens maîtres qui se sont mis à boire et se sont retrouvés dans la « maison des pores » (chapitres 18, 19). Après que Robert Johnson ait retrouvé sa mère perdue depuis longtemps, tante Linda verse trois verres de son vin fait maison afin qu'ils puissent célébrer l'événement. Robert refuse le vin en déclarant: "Je suis un homme de tempérance", provoquant la conversion de tante Linda à l'idée de tempérance.

### Religion
La prière joue un rôle important dans la vie des personnages noirs : Iola et Robert découvrent le premier indice de leur parenté lorsque Iola chante un hymne spécial au chevet de Robert blessé, qu'il a appris de sa mère (chapitre 16). Tous deux retrouvent Harriet, leur grand-mère et mère perdues, lors d'une réunion de prière (chapitre 20).
Lorsque le frère d'Iola, Harry, apprend que sa mère et sa sœur ont été réduites en esclavage, il se demande comment une telle chose est possible dans un «pays chrétien». Le directeur de son école donne la réponse : « Chrétien de nom » (chapitre 14). Après la guerre et l'abolition de l'esclavage, dans une discussion avec son oncle Robert et le Dr Gresham, Iola déclare qu'une "compréhension plus complète des revendications de l'Évangile de Jésus-Christ et de leur application à notre vie nationale" est le seul "remède". par lequel notre nation peut se remettre du mal que lui a causé l'esclavage », ce avec quoi Robert et Gresham sont d'accord (chapitre 25).
Au cours de leurs discussions, les personnages évoquent également l'Islam. Le pasteur noir, Rev. Carmicle, parle du « credo imparfait » du « mahométisme ». Dans une autre discussion, le Pr. Gradnor, un professeur noir de Caroline du Nord, considère les pays islamiques comme « civilisés » et les compare favorablement au sud des États-Unis, faisant référence aux lynchages et déclarant : « Je ne connais aucun pays civilisé sur le globe, catholique, protestant ou musulman, où la vie est moins sûre qu'elle ne l'est dans le Sud ».

### Les femmes dans la société
Les personnages féminins qui exercent une forte influence sur les hommes dans leurs rôles de « forces morales doivent quelque chose à Stowe et au culte de la véritable féminité », mais elles ne sont ni « calqués sur le modèle blanc » ni silencieuses et soumises. Au contraire, Harper montre la nécessité de la voix des femmes. Dans une conversation entre femmes noires instruits, Iola et Lucille, les seules participantes féminines «dominent les discussions. . . . Leurs propos francs, parfois féministes, sont facilement acceptés par les hommes».
Après que Iola et son oncle Robert ont déménagé dans le Nord, Iola dit à son oncle qu'elle veut postuler pour un emploi de vendeuse. Robert gagne suffisamment pour qu'elle n'ait pas à sortir pour travailler, mais elle lui dit« J'ai une théorie selon laquelle chaque femme devrait savoir comment gagner sa propre vie. Je crois qu'une grande quantité de péchés et de misère provient de la faiblesse et de l'inefficacité des femmes ». À propos de la prétendue supériorité blanche, au chapitre 17, Iola enseigne à des enfants noirs, lorsqu'un monsieur demande à s'adresser à la classe. Il parle des réalisations de la race blanche et demande ensuite comment ils ont fait.« ″Ils ont l'argent,″ ont dit en chœur les enfants.
″Mais comment l'ont-ils eu ?″
″Ils nous l'ont pris,″ carillonnaient les jeunes ».

### Regard positif sur l'histoire des Noirs
Au chapitre 30, Lucille Delany dit : «Au lieu d'oublier le passé, je voudrais que [notre peuple] garde en souvenir éternel notre grande délivrance.». L'historien David W. Blight cite cela comme un exemple du travail de Harper «pour forger une vision positive de l'histoire des Noirs», un objectif qu'elle partageait avec sa collègue écrivaine noire Pauline Hopkins.

## Signification littéraire et critique
Iola Leroy « pourrait bien avoir [été] influencée » par l'autobiographie de 1861 de Harriet Jacobs, Incidents in the Life of a Slave Girl.
Le roman a reçu plus de blâme que d'éloges des  critiques littéraires, mais «les premiers lecteurs ont répondu positivement», provoquant la réimpression du roman jusqu'en 1895. Il n'a été réédité qu'en 1971.
Iola Leroy a été pendant un certain temps cité comme le premier roman écrit par une femme afro-américaine. La découverte par le professeur Henry Louis Gates, Jr. en 1982 de Our Nig (1859) de Harriet Wilson l'a détrôné de cette place. Pourtant, il reste important en tant que «première vision noire des rôles des femmes noires dans la refonte de l'Amérique d'après- guerre civile »  et en tant qu'œuvre de fiction traitant de questions complexes de race, de classe et de politique aux États-Unis. Des études récentes suggèrent que le roman de Harper fournit une compréhension sophistiquée de la citoyenneté, du genre et de la communauté, en particulier de la manière dont les Afro-Américains ont développé des formes hybrides de gemeinschaft et de gesellschaft avant, pendant et après l'esclavage.
La journaliste afro-américaine Ida B. Wells a pris le pseudonyme «Iola» lorsqu'elle a commencé à écrire des articles sur le racisme dans le Sud.
Selon JF Yellin, Iola Leroy "a contribué à façonner les écrits de Zora Neale Hurston et d'autres aïeules de femmes noires qui écrivent aujourd'hui".